# Claudio Casanova
Claudio Maurizio Casanova (21 d'octubre de 1895 - 20 d'abril de 1916) fou un futbolista italià de la dècada de 1910.
Fou internacional amb la selecció italiana el 17 de maig de 1914 davant Suïssa. Pel que fa a clubs, defensà els colors del Genoa CFC. Va morir amb només 20 anys de les resultes de ferides sofertes a la Primera Guerra Mundial.